# ساو خوسيه دوس بينيايس
ساو خوسيه دوس بينيايس هي بلدية في البرازيل، تتبع بارانا، بلغ عدد سكانها 264٬210  نسمة، في 2010، تبلغ مساحتها 945٫717 كيلومتر مربع.

## الموقع
تشترك في الحدود مع:
- كوريتيبا
- موريتيس (البرازيل).

## مدن توأم
المدن التوأم:
- زيبو.

## أعلام
- مارلوس
- دانيال كوريا فريتاس
- نيريو راموس